# Hemipsilichthys nimius
Hemipsilichthys nimius es una especie de peces de la familia Loricariidae en el orden de los Siluriformes.

## Morfología
Los machos pueden llegar alcanzar los 10,5 cm de longitud total.

## Distribución geográfica
Se encuentra al sureste del Brasil.